# Бектурганов, Сертай
Сертай Бектурганов (8 марта 1935, с. Раздольное, Зерендинский район, Карагандинская область, Казакская АССР, РСФСР, СССР — 24 марта 1988) — колхозник, тракторист совхоза «Раздольный» Кокчетавского района Кокчетавской области, Казахская ССР. Герой Социалистического Труда (1971).

## Биография
Родился 8 марта 1935 года в селе Раздольное. Осиротел в раннем возрасте и воспитывался старшей сестрой.
Подростком работал у чабана колхоза имени Жданова в селе Курупаткино. После окончания курсов механизации работал с 1954 года трактористом на Кусепской МТС.
С 1964 года — комбайнёр совхоза «Раздольный» Кокчетавского района. Ежегодно перевыполнял план, за что был награждён Орденом Ленина. В 1971 году за выдающиеся трудовые достижения был удостоен звания Героя Социалистического Труда.
С 1973 года — бригадир отделения совхоза «Раздольный».
Скончался в 1988 году.

## Награды
- Герой Социалистического Труда — Указом Президиума Верховного Совета СССР «О присвоении звания Героя социалистического Труда передовикам сельского хозяйства Казахской ССР» от 8 апреля 1971 года за выдающиеся успехи, достигнутые в развитии сельскохозяйственного производства и выполнении пятилетнего плана продажи государству продуктов земледелия и животноводства удостоен звания Героя Социалистического Труда с вручением ордена Ленина и золотой медали «Серп и Молот»[1].
- Орден Ленина — дважды
- Орден Трудового Красного Знамени